# Nyilvános kulcsú infrastruktúra
A nyilvános kulcsú infrastruktúra (angol nevén: public key infrastructure, röviden: PKI) szerepek, irányelvek, eljárások sorozata, amely ahhoz szükséges, hogy létrehozzunk, kezeljünk, terjesszünk, használjunk, tároljunk és visszavonjunk digitális tanúsítványokat, illetve kezeljük a nyílt kulcsú titkosításokat. A PKI célja, hogy megkönnyítse az információ biztonságos áramlását és továbbítását számos munkaterületen, többek között az e-kereskedelem, az internetes bankolás, illetve a bizalmas e-mailezés terén. Olyan helyzetekben van rá szükség, ahol a hagyományos jelszavakkal védett adatok nem nyújtanak megfelelő hitelesítést, és szükség van egy jóval szigorúbb tanúsítványra a kommunikációs folyamatban résztvevők azonosításához, illetve a továbbított információ hitelesítéséhez. 
A titkosítások írása terén a PKI egy egyezmény, amely rögzíti a nyilvános kulcsokat az illető személyek, illetve vállalatok és szervezetek azonosításában. A megkötés a regisztrációs folyamatokon alapul, és a tanúsítványok kiadása az illetékes tanúsító hatóságok által történik. A kötöttségek szigorától függően a folyamat lehet automatizált, illetve emberi felügyelet mellett történő. 

A nyilvános kulcsú infrastruktúra sematikus rajza

A PKI szerepe az, hogy a regisztráció érvényes és biztosított legyen, melyet regisztrációs hatóságnak neveznek. A regisztrációs hatóság felelős azért, hogy az alany digitális tanúsítványai hitelesek legyenek, illetve az igénylés az a kellően ellenőrzött és azonosított személyhez, illetve szervezethez kötődjön. A Microsoft PKI-nál a regisztrációs hatóság alárendelt tanúsító hatóságként szerepel.
Egy adott személy vagy szervezet egyedi azonosítóval kell hogy rendelkezzen, amely a tanúsító hatóság doménjein belül azonosítható kell hogy legyen a róla szóló, előre megadott információknak megfelelően. A harmadik fél által végzett érvényesítési hatóság szolgáltatja az adatokat a tanúsítási hatóság azonosítási folyamatához.

## Felépítése
A nyilvános kulcsú kriptográfia a tanúsítási technika azon ága, amely lehetővé teszi a felek számára a biztonságos információáramlást a nem biztonságos nyilvános hálózaton, és digitális aláírások segítségével azonosítja és érvényesíti a résztvevőket, illetve azok kommunikációját.
A nyilvános kulcsú infrastruktúra (PKI) a digitális tanúsítványok tárolásának, továbbításának és megalkotásának rendszere, melyben nyilvános kulcsok azonosítanak be megadott egységeket. A PKI hozza létre a digitális tanúsítványokat, feltérképezi az egységek számára a nyilvános kulcsokat, biztonságosan tárolja ezen tanúsítványokat egy központi tárhelyen, illetve szükség szerint visszavonja ezeket.
A PKI felépítése:
- azonosító hatóság (CA, angolul: certificate authority), amely tárolja, kiosztja és megjelöli a digitális tanúsítványokat,
- regisztrációs hatóság (RA, angolul: registration authority), amely az azonosító hatóságnál tárolt digitális tanúsítványok alapján az egységek beazonosítását igazolja,
- központi könyvtár, ahol biztonságos módon tárolják és jelölik a kulcsokat,
- tanúsításirányítási rendszer, amely a tárolt tanúsítványok hozzáférését irányítja, illetve a tanúsítványokat elosztja,
- tanúsítási irányelvek, melyek leírják a PKI-rendszer folyamataival szemben támasztott követelményeket. Céljuk, hogy a PKI-rendszer megbízhatóságával kapcsolatos külső személyek számára lehetővé tegyék annak elemzését.[4][6][7]

## Fordítás
Ez a szócikk részben vagy egészben  a   Public key infrastructure című angol Wikipédia-szócikk ezen változatának fordításán alapul.  Az eredeti cikk szerkesztőit annak laptörténete sorolja fel. Ez a jelzés csupán a megfogalmazás eredetét és a szerzői jogokat jelzi, nem szolgál a cikkben szereplő információk forrásmegjelöléseként.